# Antonio Canepa
Antonio Canepa (Palerm, 25 d'octubre de 1908 - Randazzo, 17 de juny de 1945) fou un professor universitari, partisà i comandant de l'Exèrcit Voluntari per la Independència de Sicília (EVIS), també conegut com a Mario Turri. Estudià amb els jesuïtes i el 1930 es graduà en dret a la Universitat de Palerm amb la tesi Unità e Pluralità degli Ordinamenti Giuridici. S'afilià al Partit Comunista Italià i participà en accions antifeixistes, raó per la qual fou arrestat el 1933 amb el seu germà, però fou alliberat fent-se passar per boig. També fou professor d'història de les doctrines polítiques a la Universitat de Catània.
De 1941 a 1943 fou membre de Giustizia e Libertà i treballà per al Servei Secret Britànic, participant en accions com la voladura de l'aeroport de Gerbini (Motta Sant'Anastasia). Després marxà a Florència. Quan tornà a Sicília va mantenir contactes amb el Moviment Independentista Sicilià i el 1945 va fundar el primer nucli de l'EVIS.
Era un fervent defensor de la reforma agrària, i creia que la idea de la independència tenia una base popular que invariablement han resultat, i va afirmar la necessitat d'estar present dins dels separatistes de manera positiva per fer front a aquestes forces populars. Per això va ser tractat amb una certa fredor de la resta del moviment independentista, més lligada a les grans hisendes.
Canepa va ser assassinat el 17 de juny de 1945 en un tiroteig amb la policia a les vuit del matí, al districte "Murazzu Ruttu" vora Randazzo (CT) sobre la carretera nacional 120 de Cesarò (ME). Amb ell va morir el seu braç dret i comandant en cap de l'EVIS Carmelo Rosano (22 anys) i el jove Giuseppe Lo Giudice (18 anys). Després del tiroteig, es va quedar hores sense ajuda i es va dessagnar fins a morir. Fou enterrat al cementiri de Catània, al panteó d'homes il·lustres.